# Sønderjyllands Amt
Sønderjyllands Amt a fost până la 1 ianuarie 2007 un amt în Danemarca. Se află în sudul peninsulei Iutlanda și ocupă și o serie de insule mai mici.
1. ↑   https://www.retsinformation.dk/eli/lta/1970/110 Lipsește sau este vid: |title= (ajutor)